# モーツァルトとサリエリ (オペラ)

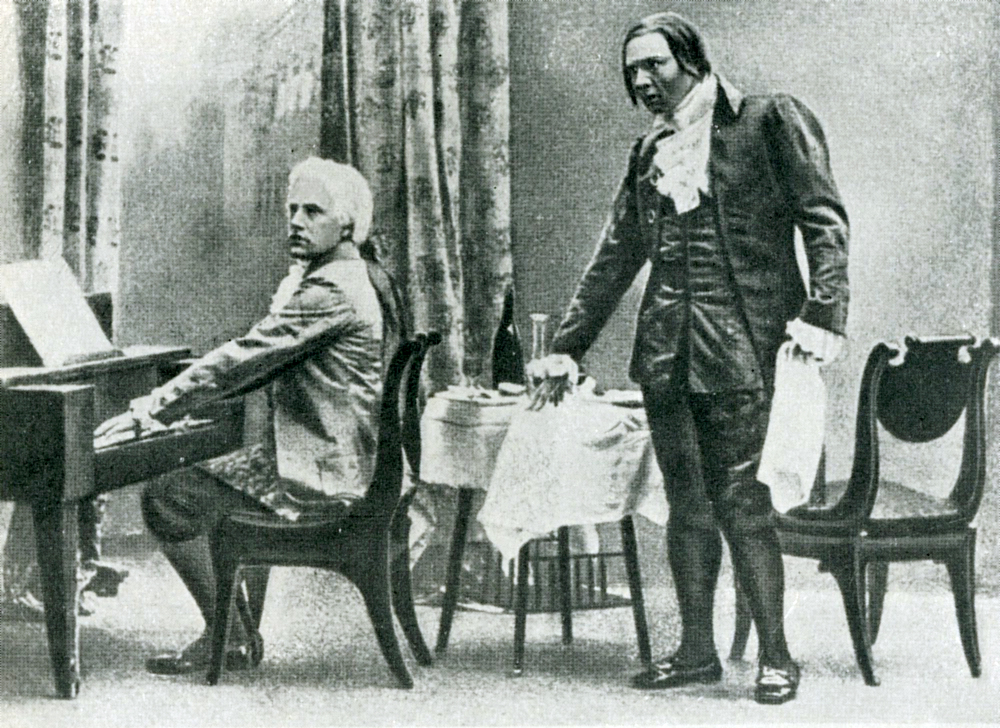
初演の写真。シュカフェルのモーツァルト、シャリアピンのサリエリ

『モーツァルトとサリエリ』（ロシア語: Моцарт и Сальери）作品48は、ニコライ・リムスキー＝コルサコフが1897年に作曲し、翌年上演されたロシア語の短編オペラ。アレクサンドル・プーシキンが1830年に書いた『小悲劇』中の同名の戯曲にもとづく。
劇的場面集(драматические сцены)と題され、1幕2場からなる。演奏時間は約40分。

## 概要
1898年11月6日（グレゴリオ暦では11月18日）にモスクワのソロドヴニコフ劇場(Театр Солодовникова)で、サーヴァ・マモントフの私設歌劇団によって初演された。ワシーリー・シュカフェル（ロシア語版）がモーツァルト、フョードル・シャリアピンがサリエリを演じ、ジュゼッペ・トルッフィ（ロシア語版）が指揮した。
歌詞はプーシキンの原作をほぼそのまま使用している。テーマはモーツァルトの死、登場人物はサリエリとモーツァルトのみであり、大部分はサリエリの独白によって進行する。
リムスキー＝コルサコフはこの曲の形式を「アリオーゾ＝レチタティーヴォ」形式と呼び、旋律はテクストから連想される。この手法はアレクサンドル・ダルゴムイシスキーに影響されたもので、リムスキーコルサコフは本作をダルゴムイシスキーの思い出に献呈し、ダルゴムイシスキー『石の客』から引用を行っている。
通常のリムスキー＝コルサコフのオペラと異なり、18世紀の音楽を意識した小規模な楽器編成と音楽を使用している。モーツァルトのオペラ『ドン・ジョヴァンニ』のツェルリーナのアリア「ぶってよマゼット」と『レクイエム』のイントロイトゥス、サリエリのオペラ『タラール』からの引用も見られ、とくに『レクイエム』の演奏は作品のクライマックスをなす。
なお第1場でモーツァルトが演奏する曲(Allegretto Semplice / Grave)はリムスキー＝コルサコフがモーツァルトを模倣して書いた創作である。

## 楽器編成
- フルート1、オーボエ1（コーラングレ持ちかえ）、クラリネット1、ホルン2（、トロンボーン3、ティンパニ）、ピアノ、弦5部[3]。

トロンボーンとティンパニは省略可能。コーラングレは第2場のモーツァルト『レクイエム』の引用で使われる。この部分ではまた舞台裏で混声4部合唱が歌う（省略可能）。

## 登場人物
- サリエリ（バス）
- モーツァルト（テノール）

ほかに盲目のヴァイオリン弾き（歌わない）が登場する。

## あらすじ

### 第1場
サリエリは芸術を愛し、努力を重ねて音楽家としての名声を得たが、今やモーツァルトに与えられた天才に嫉妬を感ずることを独白する。モーツァルトがやってきて、天真爛漫にサリエリに自分の音楽を聞かせる。サリエリはモーツァルトの天才を賛美し、食事の約束をする。モーツァルトが去った後、サリエリはモーツァルトの毒殺を決意する。

### 第2場
飲み屋「金獅子」で食事をするモーツァルトとサリエリ。浮かぬ顔のモーツァルトはレクイエムの作曲を依頼しに来た黒い服の見知らぬ男のことが頭から離れないと話す。サリエリはモーツァルトの杯に毒を入れる。モーツァルトはピアノでレクイエムを弾き、サリエリは涙を流す。モーツァルトは気分がすぐれないといって帰り、ひとり残されたサリエリはモーツァルトの残した言葉（天才と悪人は両立しない）について考える。